# Mantova Challenger
Il Mantova Challenger è stato un torneo professionistico di tennis giocato su campi in terra rossa. Faceva parte dell'ATP Challenger Series. Si giocava annualmente a Mantova in Italia.

## Albo d'oro

### Singolare
| Anno | Campione             | Finalista             | Punteggio     |
| ---- | -------------------- | --------------------- | ------------- |
| 2001 | Diego Hipperdinger   | Jean-Baptiste Perlant | 4–6, 6–4, 6–3 |
| 2002 | Mariano Puerta       | Potito Starace        | 6–3, 1–0 rit. |
| 2003 | Vincenzo Santopadre  | Stefano Galvani       | 6–3, 6–4      |
| 2004 | Alessio Di Mauro (2) | Tomas Tenconi         | 7–6(4), 6–2   |
| 2005 | Giorgio Galimberti   | Francesco Aldi        | 6–3, 6–3      |
| 2006 | Cristian Villagrán   | Giorgio Galimberti    | 6–2, 5–7, 6–4 |
| 2007 | Alessio Di Mauro (1) | Thierry Ascione       | 7–5, 7–6(6)   |

### Doppio
| Anno | Campioni                                 | Finalisti                                | Punteggio        |
| ---- | ---------------------------------------- | ---------------------------------------- | ---------------- |
| 2001 | Stefano Galvani Salvador Navarro         | Alessandro Guevara Rodrigo Ribeiro       | 7–6(6), 7–6(4)   |
| 2002 | Massimo Bertolini Giorgio Galimberti (2) | Jose-Maria Arnedo Joseph Sirianni        | 5–7, 6–2, 7–6(7) |
| 2003 | Enzo Artoni Martín Vassallo Argüello     | Elia Grossi Stefano Tarallo              | 6–2, 6–3         |
| 2004 | Daniele Bracciali Giorgio Galimberti (1) | Flavio Cipolla Alessandro Motti          | 6–0, 6–4         |
| 2005 | Flavio Cipolla Alessandro Motti          | Salvador Navarro Oscar Serrano-Gamez     | 5–7, 6–3, 6–3    |
| 2006 | Pablo Andújar Marcel Granollers          | Alessandro Motti Daniel Muñoz de la Nava | 6–3, 5–7, [10–7] |
| 2007 | Andrej Golubev Francesco Piccari         | Leonardo Azzaro Marco Crugnola           | 6–3, 6–2         |